# Pan Maoming
Pour les articles homonymes, voir Pan (homonymie).
Pan Maoming (chinois : 潘茂名 / Pān Màomíng), né en 290 et mort en 371, est un philosophe, chercheur médical et daoshi de la dynastie Jin. Il est connu pour avoir donné son nom à la ville pétrolière chinoise de Maoming.

## Biographie
Pan Maoming naît dans le village de Panpo (潘坡), dans le bourg de Genzi (zh) à Gaozhou, mais aujourd'hui la ville de Maoming. Pan s'est spécialisé dans les écritures taoïstes et aurait rencontré les immortels dans la montagne, qui lui aurait donné un elixir de vie. Il est appelé plusieurs fois à la cour impériale, mais refuse d'y venir, et préfère rester vivre dans le Lingnan (en). Il sauve la population locale d'une épidémie de peste, qui commence à le vénérer comme « Pan le Vrai » (潘真人).
En 598, l'empereur Wendi de Sui nomme la région à son prénom et l'empereur Taizong de Tang nomme une autre ville Panzhou (潘州). Des artistes comme Kong Yong (zh) et Qu Dajun (zh) ont écrit des œuvres à son éloge.